# Ley de Islas Guaneras
La Ley de Islas Guaneras (en inglés Guano Islands Act) fue una ley federal aprobada por el Congreso de los Estados Unidos el 18 de agosto de 1856, autorizando a ciudadanos de los Estados Unidos a tomar posesión de las islas con depósitos de guano. 

## Historia
A principios del siglo XIX, el guano era codiciado por ser un excelente fertilizante y una fuente de nitrato de sodio para la pólvora negra. En 1855, Estados Unidos supo de los depósitos de guano existentes en el océano Pacífico. El Congreso aprobó la ley de Islas Guaneras para aprovechar tales yacimientos.
La ley permitía específicamente que las islas debieran ser consideradas como parte de los EE. UU., aunque tal posesión podía anularse si los depósitos de guano se agotaban. 
Más de 100 islas fueron reclamadas. Algunas de las que todavía están bajo el dominio estadounidense, son las islas Baker, Jarvis, Howland, el arrecife Kingman, los atolones Johnston, Palmyra y Midway. Otras islas ya no son parte del territorio de los Estados Unidos. La posesión de la isla de Navaza es disputada con Haití. Los bancos Serranilla y Bajo Nuevo se encuentran bajo la jurisdicción de Colombia. En 1971, EE. UU. y Honduras firmaron un tratado reconociendo la soberanía hondureña sobre las islas Swan.

## Descripción
Las islas pueden estar localizadas en cualquier parte, mientras que no estuviesen ocupadas o estuviesen bajo la jurisdicción de otros países. También le permitía al presidente de los Estados Unidos a hacer uso de su fuerza militar con el fin de proteger estos derechos.

Whenever any citizen of the United States discovers a deposit of guano on any island, rock, or key, not within the lawful jurisdiction of any other Government, and not occupied by the citizens of any other Government, and takes peaceable possession thereof, and occupies the same, such island, rock, or key may, at the discretion of the President, be considered as appertaining to the United States.
Primera sección de la Guano Islands Act)

En español:

Cuando cualquier ciudadano de los Estados Unidos descubra un depósito de guano sobre cualquier isla, roca, o cayo, no dentro de la jurisdicción legal de cualquier otro gobierno, y no ocupada por ciudadanos de cualquier otro gobierno, y tome posesión pacíficamente, y ocupe, ya sea, isla, roca o cayo, puede, según la discreción del Presidente, ser considerado perteneciente a los Estados Unidos.

La Ley de Islas Guaneras se encuentra en recopilaciones federales tales como el Código de los Estados Unidos, Título 48, Capítulo 8, Secciones 1411-1419.